# Chiesa della Madonna delle Grazie (Scanno)
La chiesa di Santa Maria delle Grazie è sita in Via Roscelli a Scanno, in provincia dell'Aquila.

## Storia
Prende il nome dalla omonima confraternita e una prima chiesa che venne costruita presso la "Porta della Croce" nel XVI secolo, epoca in cui la confraternita era particolarmente fiorente.
La sede della confraternita e il titolo furono trasferiti nella chiesa attuale annessa al collegio dei padri Scolopi, che era stata costruita nella prima metà del XVIII secolo.
La direzione e la sorveglianza dei lavori furono date a Panfilo Ranallo o Panfilo Rainaldi già impegnato alla costruzione dell'altare maggiore della chiesa di Santa Maria della Valle. Indi per il completamento della chiesa fu contattato lo stuccatore Pietro Piazzoli. Mattiocco attribuisce sempre al Piazzolli anche l'altare. In epoca napoeleonica la congregazione degli Scolopi venne abolita e la chiesa divenne proprietà del comune. La chiesa rimase aperta al pubblico fino a che per incuria si decise di chiuderla per via della carenza di manutenzione. Mancano notizie sulla sua riapertura. Filippo Ballerini ed Arcangelo Centofanti realizzarono gli affreschi e le dorature della volta principale nel 1913-1914.

## Descrizione
Le pareti esterne sono scandite da paraste in pietra, mentre la facciata esterna si sviluppa su due livelli. L'impianto principale comunque è ad aula.
L'impianto si sviluppa su un corpo centrale ottagonale sovrastato da una cupola e reso longitudinale mediante l'inserimento di un vano presbiteriale con pseudocupola schiacciata.
I lati disuguali dell'ottagono accolgono due cappelle poco profonde e delle piccole nicchie poste lungo le diagonali.
Delle decorazioni in stucco di cherubini, cornici, volute in particolar modo sull'altare maggiore.
L'altare minore a sinistra consta di un paliotto di forma piatta, una cona con due pilastri triangolari, una tela di Andrea Manei del 1764 raffigurante San Francesco di Paola ed un timpano spezzato, invece sull'altare di destra vi è un quadro di Domenico Raimondi raffigurante San Giuseppe Calasanzio fondatore della congregazione degli Scolopi.
Sull'altare maggiore è posta la statua della Madonna delle Grazie proveniente dalla vecchia chiesa di Via Silla, trasportata qui dopo il trasferimento avvenuto nel 1907 della confraternita omonima. In quest'occasione fu rimosso il dipinto della Circoncisione risalente al XVIII secolo per far posto a quello della Vergine.
La volta è dorata ed affrescata.

## Fonti
- Raffaele Giannantonio paragrafo La chiesa della madonna delle Grazie nel paragrafo Le chiese in Scanno Guida storico-artistica alla città e dintorni, pagg. 37-41, Carsa Edizioni (2001), Pescara ISBN 88-501-0008-6
- Una pagina sulle chiese di Scanno sul portale del paese